# Вижницька міська територіальна громада
Вижницька міська громада — територіальна громада України, у Вижницькому районі Чернівецької області. Адміністративний центр — місто Вижниця.
Площа громади — 183,43 км², населення — 17 058 мешканців (2018).
Утворена 16 вересня 2016 року шляхом об'єднання Вижницької міської ради та Багнянської, Виженської, Іспаської, Міліївської, Черешенської, Чорногузівської сільських рад Вижницького району.

## Населені пункти
До складу громади входять 10 населених пунктів — 1 місто (Вижниця) і 9 сіл: Багна, Виженка, Іспас, Кибаки, Майдан, Мілієве, Середній Майдан, Черешенька та Чорногузи.